# Hemiplagiophleboptena multicolor
Hemiplagiophleboptena multicolor är en insektsart som beskrevs av Victor Lallemand 1949. Hemiplagiophleboptena multicolor ingår i släktet Hemiplagiophleboptena och familjen spottstritar. Inga underarter finns listade i Catalogue of Life.